# Сезон ФК «Дніпро» (Дніпропетровськ) 1999—2000
Сезон ФК «Дніпро» (Дніпропетровськ) 1999—2000 — 9-ий сезон футбольного клубу «Дніпро» у футбольних змаганнях України. 

## Склад команди
| № | Поз. | Нац.    | Гравець               |
| - | ---- | ------- | --------------------- |
|   | ВР   | Україна | Артем Куслій          |
|   | ВР   | Україна | Микола Медін          |
|   | ВР   | Україна | Максим Старцев        |
|   | ЗХ   | Україна | Олександр Бабич       |
|   | ЗХ   | Україна | Володимир Геращенко   |
|   | ЗХ   | Україна | Сергій Задорожний     |
|   | ЗХ   | Україна | Геннадій Козар        |
|   | ЗХ   | Україна | Анатолій Маткевич     |
|   | ЗХ   | Україна | Сергій Матюхін        |
|   | ЗХ   | Україна | Євген Микула          |
|   | ЗХ   | Україна | Олександр Поклонський |
|   | ЗХ   | Україна | Богдан Шершун         |
|   | ПЗ   | Україна | Віталій Бєліков       |
|   | ПЗ   | Україна | Сергій Валяєв         |
|   | ПЗ   | Україна | Олег Грицай           |

| № | Поз. | Нац.    | Гравець            |
| - | ---- | ------- | ------------------ |
|   | ПЗ   | Україна | Олександр Грицай   |
|   | ПЗ   | Україна | Андрій Зубченко    |
|   | ПЗ   | Україна | Сергій Назаренко   |
|   | ПЗ   | Україна | Руслан Ротань      |
|   | ПЗ   | Україна | Георгій Стратулат  |
|   | ПЗ   | Україна | Ігор Хоменко       |
|   | НП   | Україна | Ігор Бездольний    |
|   | НП   | Росія   | Сергій Косілов     |
|   | НП   | Україна | Андрій Матвеєв     |
|   | НП   | Україна | Олександр Савенчук |
|   | НП   | Україна | Юрій Слабишев      |
|   | НП   | Україна | Олександр Сухарєв  |
|   | НП   | Україна | Олексій Телятников |
|   | НП   | Україна | Денис Філімонов    |
|   | НП   | Україна | Сергій Шевцов      |

## Чемпіонат України

### Календар чемпіонату України
| Тур | Команда                | Рахунок     | Тур | Команда              | Рахунок     | Тур | Команда                      | Рахунок     |
| --- | ---------------------- | ----------- | --- | -------------------- | ----------- | --- | ---------------------------- | ----------- |
| 1   | «Ворскла»              | 4:0Протокол | 11  | «Металург» (Донецьк) | 5:1Протокол | 21  | «Чорноморець»                | -:+Протокол |
| 2   | «Металург» (Запоріжжя) | 0:2Протокол | 12  | «Зірка»              | 2:0Протокол | 22  | «Карпати»                    | 1:1Протокол |
| 3   | «Шахтар»               | 2:0Протокол | 13  | «Таврія»             | 1:1Протокол | 23  | «Металіст»                   | 2:1Протокол |
| 4   | ФСК «Прикарпаття»      | 1:1Протокол | 14  | «Динамо»             | 4:0Протокол | 24  | «ЦСКА» (Київ)                | 3:0Протокол |
| 5   | «Металург» (Маріуполь) | 3:2Протокол | 15  | «Кривбас»            | 1:0Протокол | 25  | «Нива» (Тернопіль)           | 1:1Протокол |
| 6   | «Нива» (Тернопіль)     | 1:1Протокол | 16  | «Кривбас»            | 2:2Протокол | 26  | Металург (Маріуполь)         | 1:0Протокол |
| 7   | «ЦСКА» (Київ)          | 2:1Протокол | 17  | «Динамо»             | 0:2Протокол | 27  | «Спартак» (Івано-Франківськ) | 1:1Протокол |
| 8   | «Металіст»             | 1:0Протокол | 18  | «Таврія»             | 1:0Протокол | 28  | «Шахтар»                     | 1:2Протокол |
| 9   | «Карпати»              | 4:0Протокол | 19  | «Зірка»              | 1:1Протокол | 29  | «Металург» (Запоріжжя)       | 6:1Протокол |
| 10  | «Чорноморець»          | 1:1Протокол | 20  | «Металург» (Донецьк) | 0:1Протокол | 30  | «Ворскла-Нафтогаз»           | 2:1Протокол |

Примітка

Блакитним кольором виділені домашні ігри.

### Турнірна таблиця
| Місце | Команда          | Ігор | В | Н  | П  | РМ    | Очок |
| ----- | ---------------- | ---- | - | -- | -- | ----- | ---- |
| 10    | «ЦСКА» (Київ)    | 30   | 9 | 8  | 13 | 31-36 | 35   |
| 11    | «Дніпро»         | 30   | 8 | 9  | 13 | 26-52 | 33   |
| 12    | «Нива» Тернопіль | 30   | 7 | 10 | 13 | 40-57 | 31   |

## Кубок України

### Виступи
| Раунд       | Команда          | Рахунок     |
| ----------- | ---------------- | ----------- |
| 1/16 фіналу | «Волинь» (Луцьк) | 3:1Протокол |
| 1/8 фіналу  | ФК «Львів»       | 0:1Протокол |